# Loso's Way
Loso's Way è quinto album del rapper statunitense Fabolous, pubblicato il 28 giugno 2009.

## Tracce
1. The Way (Intro)"   StreetRunner, I.L.O. 4:09
2. "My Time" (featuring Jeremih) The Runners, Kevin "KC" Cossom 4:00
3. "Imma Do It" (featuring Kobe) DJ Khalil 3:59
4. "Feel Like I'm Back"   J.U.S.T.I.C.E. League 4:28
5. "Everything, Everyday, Everywhere" (featuring Keri Hilson & Ryan Leslie) Ryan Leslie 4:07
6. "Throw It in the Bag" (featuring The-Dream) Christopher "Tricky" Stewart 3:51
7. "Money Goes, Honey Stay (When the Money Goes Remix)" (featuring Jay-Z) Sami Wilf (created instrumental) & Jermaine Dupri 3:45
8. "Salute" (featuring Lil Wayne) Miguel Jiminez for "The Council" 4:27
9. "There He Go" (featuring Paul Cain, Red Cafe & Freck Billionaire) Blackout Movement 4:31
10. "The Fabolous Life" (featuring Ryan Leslie) Ryan Leslie 4:07
11. "Makin' Love" (featuring Ne-Yo) Jermaine Dupri&No I.D. 4:07
12. "Last Time" (featuring Trey Songz) LRoc & Jermaine Dupri 4:10
13. "Pachanga"   Sid V for "Duo Live" 4:14
14. "Lullaby"   The Alchemist (scratches by Just Blaze) 4:19
15. "Stay" (featuring Marsha Ambrosius) Syience 3:41
16. "I Miss My Love"   Sean C. & L.V 5:49
17. "Bang Bang"   Sean C. & L.V. 2:15
18. "Welcome to My Workplace"   Sean C. & L.V. 1:52
19. "A Toast to the Good Life" (Pre-Order Only)